# Gràcies per la propina (llibre)
Gràcies per la propina és una novel·la escrita per Ferran Torrent (Sedaví, 1951), publicada a l'editorial Columna el 1994. Fou adaptada al cinema per Francesc Bellmunt el 1997.

## Argument
El llibre tracta sobre la vida de dos germans, Ferran i Pepín, ells viuen amb la seva mare que es vídua, els germans no van arribar a conèixer el seu pare. La mare s'havia de fer càrrec dels dos fills i li era molt difícil perquè des que s'havia mort el seu marit havia caigut en una forta depressió.
Ferran i Pepín no els agradava estudiar i per això la seva mare els va traslladar a un altre col·legi de jesuïtes. Com que la seva mare no tenia els suficients ànims per cuidar-los, ho feien el seus avis i els seus oncles. Un dia en el col·legi els van donar la mala noticia de que la seva mare s'havia mort.
En una discussió amb el seu professor d’educació física els va expulsar, el seu oncle Tomàs els va oferir feina i ells sense dubtar-ho van di que sí. Ell tenia negocis de queviures i també venia begudes alcohòliques aconseguia els diners que li faltaven. Els dos germans coneixeran el millor amic del seu oncle Tomàs, el banderiller i més tard els amics d’en Tomàs.
Ferran i Pepín també passaven estones amb l’oncle Ramonet que es dedicava a cultivar les terres. En Tomàs i el seu soci, el Carraca, freqüentaven els nights clubs on sempre distribuïen totes les begudes alcohòliques, el soci es gastava gairebé tots els diners en prostitutes. Un dia en Tomàs va portar el seus nets a un night club i va ser alla on van perdre la virginitat.
L’avi d’en Ferran i en Pepín tenia problemes de respiració, només respirava amb una part del pulmó, el metge el va obligar a operar-se però ell no va voler i pocs dies després va morir.
Després d’uns mesos en Tomàs no es trobava gens bé i el seu company va decidir de portar-lo al hospital, alla tingué el seu primer infart, tots els seus familiars més propers el anaren a veure allí, després d’unes hores ell morí allí, Ramonet estava força trist per la mort del seu germà i perquè a l’home que estimava no volia acceptar la seva homosexualitat. Els dos néts prepararen un sopar entre en Ramonet i en Manolo i recuperaren la seva relació i tornaren a ser feliços.

## Anecdotari
Al llibre, es fa referència a un partit de futbol entre el València i el Llevant del 1963, on se cita erròniament el resultat. El grup d'animació Gol Gran, llavors capitanejat per Rafa Lahuerta, li va dedicar una pancarta on es llegia "Ferran, gràcies per la propina, però València 5, Llevant 3". És un dels pocs casos en Europa on des d'un camp de futbol s'ha dedicat una pancarta a un escriptor.